# Niệc mỏ vằn
Niệc mỏ vằn (danh pháp khoa học: Aceros undulatus) là một loài chim trong họ Bucerotidae.
Niệc mỏ vằn có phạm vi phân bố trải dài khắp chân đồi và các khu rừng thường xanh ở Đông Bắc Ấn Độ và Bhutan đến Bangladesh, Đông Nam Á và quần đảo Sunda Lớn. Đây là một loài ăn quả và chủ yếu ăn các loại quả lớn, chúng nuốt toàn bộ quả để lại hạt nguyên vẹn không tiêu hóa qua phân. Tập tính kiếm ăn này đóng một vai trò sinh thái quan trọng đối với sự phát tán hạt đường dài trong hệ sinh thái rừng.
Niệc mỏ vằn đang bị đe dọa bởi nạn săn bắn, phân mảnh môi trường sống và nạn phá rừng. 

## Phân bố và môi trường sống

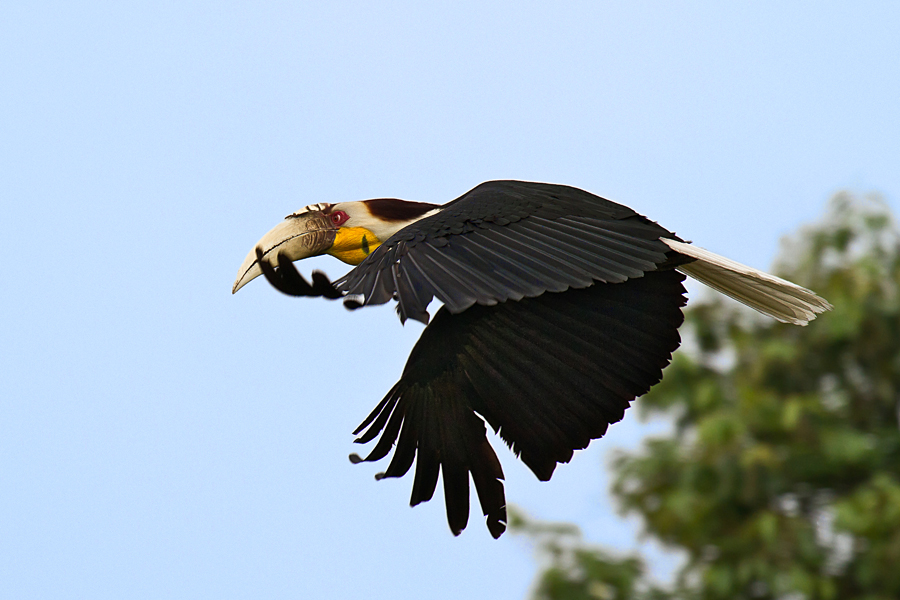
Niệc mỏ vằn đang bay

Niệc mỏ vằn sinh sống ở rừng thường xanh nhiệt đới trong khu vực từ miền nam Bhutan, Đông Bắc Ấn Độ, Bangladesh và qua lục địa Đông Nam Á đến Indonesia, nơi nó được giới hạn ở Sumatra, Java, Borneo và một số đảo nhỏ hơn. Loài này đã được ghi lại lên đến độ cao c lên đến 2560 m.
Ở Bhutan, hai cá thể được nhìn thấy ở huyện Sarpang vào mùa xuân năm 1986.
Ở Đông Bắc Ấn Độ, diệc mỏ vằn sinh sống ở rừng nguyên sinh không được mở khóa và những khu rừng được khai thác có chọn lọc ở chân đồi của Đông Himalaya từ vườn quốc gia Nameri ở Assam đến vườn quốc gia Namdapha ở Arunachal Pradesh.
Trong mùa sinh sản, chúng sinh sống ở vùng đất thấp, nhưng di cư lên độ cao hơn vào mùa không sinh sản.